# Отцы Церкви

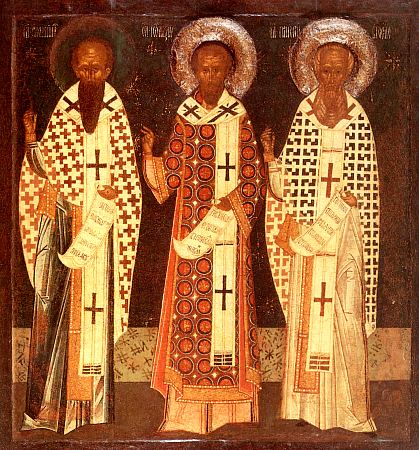
Три святителя

Отцы Церкви (греч. Ἐκκλησιαστικοί Πατέρες; в Православии Святые Отцы) — почётный титул, используемый с конца IV века применительно к группе выдающихся церковных деятелей и писателей прошлого, чей авторитет имел особый вес в формировании догматики, иерархической организации и богослужения Церкви, составлении канона — списка Священных книг Библии (отделению богодухновенных книг от апокрифических). Считается, что Отцов Церкви отличают ортодоксальность учения, святость жизни и признание Церкви; католические исследователи добавляют к этим критериям древность.
Философско-богословское учение Отцов Церкви называется патристикой, а раздел богословской науки, изучающий это учение, — патрологией.
В католичестве и православии к Отцам Церкви относят одних и тех же подвижников и духовных писателей, но при этом существует разница в уровне их почитания. Классический святоотеческий период на Западе обычно считают завершившимся на Исидоре Севильском (жившем раньше), в Русской православной церкви — на Иоанне Дамаскине (жившем позднее), в греческих церквах — на Григории Паламе и его сторонниках (живших ещё позднее).
Более поздних богословов на Западе именуют Учителями Церкви, а их учение — схоластикой. В православии этот термин не используется, поэтому к Отцам Церкви иногда причисляют деятелей Средних веков (например, патриарха Фотия, Симеона Нового Богослова, Григория Паламу) и Нового времени (Паисия Величковского, Феофана Затворника, Силуана Афонского и других).

## Возникновение понятия

### До Вселенских соборов
В отличие от просто «церковных писателей», которые допускали в своей жизни отдельные прегрешения или отклонения от учения Церкви, «отцами Церкви» считаются те церковные писатели, которые за святость жизни и верность церковному учению были признаны Церковью в качестве свидетелей и истолкователей Священного Писания.
Слово «отец» в данном случае употреблено в образном смысле, обозначая наставника или учителя истины (см.: 1Кор. 4:15). Плутарх в жизнеописании Александра Македонского сообщает, что тот любил своего учителя Аристотеля не меньше, чем отца, потому что последнему он обязан жизнью, а первому — доброй жизнью. В таком же значении оно употребляется как в Ветхом Завете — пророк Елисей называет Илию отцом, «сынами» назывались ученики пророков, так и в Новом, когда апостол Павел называет коринфян своими чадами.
Такой способ выражения стал обычным в последующее время. Иустин называет «отцом» почтенного старца, который в Эфесе указал ему путь к христианству. К концу II века Ириней говорит: «Кто научен кем-либо, тот называется сыном учащего, а тот ему отцом». Немного позднее Климент Александрийский пишет: «Наставивших мы прямо называем „отцами“», «сын есть всякий, кто учится с покорностью учителю». В сохранившемся в «Церковной истории» Евсевия Кесарийского послании к Оригену Александр, епископ Иерусалимский, так говорит о Пантене и Клименте, их общих учителях: «Как отцов, мы почитаем тех блаженных, которые предшествовали нам». Язычники и иудеи выражают свою ненависть к Поликарпу словами «Он — учитель Асии, отец христиан!».

### В эпоху Вселенских соборов
… понятие «отечества», как такового, заключает в себе главнейшую идею преемственной передачи церковного достояния по духовному восприятию для хранения, развития и обогащения в последовательном прогрессе христианской жизни. Это аналогично обыкновенному наследованию от родителей детьми, однако с тем глубочайшим различием, что в этом случае вторые могут не просто увеличить полученное, а ещё превосходить качественно по самой материальной ценности своих исправлений и добавлений. В патристической традиционности есть нечто кардинальное, что является безусловным и принудительным, и лишь мерой соответствия ему определяется достоинство индивидуального участия в общем движении. Этим началом служит идущее от Христа и апостолов Предание в раскрытии Писаний — Предание священное, допускающее не изменение или улучшение, но только согласное с ним истолкование и плодотворное применение к интеллектуально-жизненным потребностям каждой взятой современности. По этому принципиальному пониманию выходит, что церковно-литературное «отечество» бывает по преимуществу общецерковным голосом, где частные мелодии своей совокупностью должны помогать гармонии целого, воплощать всю полноту и выражать все оттенки непрерывной традиционно-вдохновенной музыки. Отсюда с неизбежностью вытекает дальше, что тут всякое уклонение устраняется из ряда, косвенно подкрепляя его незыблемую солидарность, всё же персональное получает исторически обусловленный характер личного комментария и собственного построения. Посему в патристическом преемстве наиболее важен доктринальный элемент со стороны постепенного раскрытия христианской истины в глубину и широту, когда всякий «Отец» обязателен по несомненному догматическому свидетельству, авторитетен по своему проникновенно-церковному изъяснению и субъективен по личному разумению.
Таким образом, в древней Церкви наименование святого отца не имело значение в смысле святого церковного писателя, а означало вообще учителя и преимущественно епископа. Лишь в IV веке, когда устная традиция была в значительной степени закреплена в церковной письменности, термин «святой отец» стали употреблять по отношению к церковным писателям, сперва только к епископам. Так, Афанасий Великий в письме к африканским епископам говорит, что на Первом Вселенском соборе основанием для решения служило «свидетельство отцов», причём далее отчётливо указывает, что под отцами он понимает епископов — Дионисия Римского и Дионисия Александрийского.
В острой религиозной полемике IV века обращение к «отцам», «святым отцам» делается гораздо чаще — на них указывают как на истинных представителей церковного Предания в области вероучения. «Мы не принимаем никакой новой веры, — говорит Василий Великий, — которая написана для нас другими, и мы сами также не осмелимся возвещать результаты наших размышлений, чтобы не выдавать человеческой мудрости в качестве положений религии, но чему святые отцы научили нас, то и сообщаем мы тем, которые спрашивают нас». Второй собор прямо требовал от еретиков открытого заявления, хотят ли они или нет держаться суждения отцов, процветавших прежде возникновения современных ересей.
На III Вселенском соборе были прочитаны «книги святейших и преподобнейших отцов и епископов и разных мучеников», но все они были, как видно из приведённых в актах цитат, епископы. Августин, ссылаясь на блаженного Иеронима, считал своим долгом оправдаться, почему он делает ссылку не на епископа. Впрочем, в первой половине V века наименование отцов Церкви стали прилагать и к другим писателям, не состоящим в епископском сане, но одобренным Церковью и причисленным к святым.
Кирилл Александрийский говорит, что в борьбе с несторианством он всегда следовал учению святых отцов, особенно Афанасия Великого. С другой стороны, полупелагиане южной Галлии находили в учении Августина о благодати, по выражению Проспера Аквитанского, противоречие с воззрениями отцов и церковным веросознанием.
Участники Халкидонского собора в 451 году, настаивая на прочтении послания папы Льва Великого к Флавиану Константинопольскому, восклицали: «Это — вера отцов, это вера апостолов!», они решили вопрос об истинной вере, «последуя святым отцам», и осуждали тех, кто извращал их учение. Отцы Пятого собора исповедали, что держат и проповедуют веру, которая сначала была дарована Иисусом Христом апостолам и ими проповедана во всём мире и которая была передана святым отцам.
Вместе с этим понятие «святой отец» получило современное значение. По объёму оно стало у́же понятий как епископа, так и церковного писателя, ибо не все вообще епископы и христианские писатели вошли в лик святых отцов, а только святые церковные писатели. В таком значении оно сохраняется до настоящего времени. Πατέρες образуют определённую и ограниченную группу предшествующих тому или иному собору учителей веры, причём имя πατέρες указывает не столько на древность, сколько на церковное значение его носителей. В речах об отцах всегда имеются в виду именно те предшественники, которые должны свидетельствовать и представлять веру Церкви, быть правомерными носителями церковного учительства. Они могут быть взяты из самого недавнего прошлого: например, на первом заседании Эфесского собора (22 июня 431 года) читали свидетельства Феофила Александрийского (ум. 412) и Аттика Константинопольского (ум. 425); в собрании «отеческих свидетельств», которые папа Лев приложил к своему посланию Флавиану (от 13 июня 449 года), находятся цитаты из сочинений Августина (ум. 430) и Кирилла Александрийского (ум. 444) — таким образом, «отцами» названы недавно умершие епископы.
При этом из употребления наименования «отец» в первые века нельзя сделать определённого вывода, относится ли этот титул исключительно к епископам. Известно, что формального и обязательного определения на этот счёт не было сделано, и преобладание епископов объясняется их большей учёностью по сравнению с менее титулованными членами Церкви. Помимо упомянутого Иеронима, епископами не были, например, почитаемые как отцы Церкви диакон Ефрем Сирин, пресвитер Иоанн Дамаскин и Феодор Студит.

## Признаки
В ранней истории Церкви не было сформировано чётких критериев, по которым тот или иной церковный писатель мог быть признан авторитетным свидетелем в выражении церковного веросознания, поэтому верующие в этом вопросе руководствовались личным мнением. Эта проблема была специально рассмотрена около 434 года в «Памятных записках» пресвитера Викентия Леринского. В них он постоянно повторяет увещевание православному христианину в случае сомнений «пристать к древности». Ссылаясь на Илария Пиктавийского, который относительно Тертуллиана сказал, что своим позднейшим заблуждением он лишил авторитета и заслуживающие одобрения сочинения, Викентий говорит, что определяющей нормой веры и письменного изложения её можно считать только согласное свидетельство «только тех отцов, которые живя, уча и пребывая в вере и в кафолическом общении свято, мудро, постоянно, сподобились или с верою почить о Христе, или блаженно умереть за Христа».
Развивая эти принципы, патрологическая наука на Западе указала три или четыре признака, наличие которых в церковном писателе необходимо для присвоения ему почётного наименования «отца Церкви».

### Ортодоксальность учения
Ортодоксальность учения (лат. doctrina ortodoxa) обозначает, что отец Церкви, как всякий учитель вообще, должен отличаться необходимой для его деятельности образованностью и в Церкви своего времени пользоваться авторитетом учителя в делах веры, иметь перед Церковью заслуги в области учительства, являясь постоянным выразителем православного учения. Кто не имел ясного знания христианского учения, тот не мог дать ответа всякому вопрошающему о вере; кто уклонялся от учения Церкви, защищал заблуждение против истины и не исправлял своих погрешностей, тот не мог быть надёжным свидетелем церковного учения.
На этом основании церковь требовала строгого православия и отказала в наименовании отцом Церкви всем тем церковным писателям, которые отклонялись от церковного учения или, по крайней мере, давали повод сомневаться относительно своего постоянства в православии, несмотря на их учёность и заслуги перед Церковью и богословской наукой. Таковы, например, Климент Александрийский, Ориген, Тертуллиан, Лактанций, Евсевий Кесарийский, Феодорит Кирский, Иероним, Августин.
Также и верность церковному учению нельзя истолковывать в смысле безупречной точности. По некоторым пунктам церковного учения ещё не было дано определённой и для всех обязательной формулировки. Могли отцы Церкви допускать и ошибочные суждения. Однако если нет сомнений относительно того, что допустивший ошибки церковный писатель всегда желал быть верным православию, то Церковь и такого признаёт отцом, рассматривая их частные неправильности как приспособление к обстоятельствам соответствующей эпохи.

### Святость жизни
Святость жизни (лат. sanctitas vitae) естественным образом вытекает из того, что между истинной церковной учёностью и святостью жизни есть самая тесная внутренняя связь: усвоение Откровения состоит не в приобретении только известного количества знаний, но относится ко всей личности человека и находит выражение в соответственном поведении. Поэтому в качестве духовного отца может почитаться лишь тот, кто не только своими произведениями, но также и собственным примером способствует возникновению и развитию духовной жизни.
При этом святость отцов Церкви не означает их безгрешности — Кирилл Александрийский обвинялся в политических замыслах против александрийского префекта, Иероним был славолюбив и т. п.

### Надлежащая древность

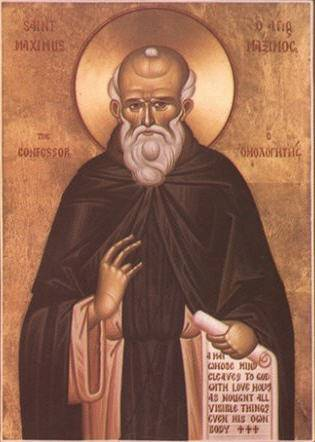
Святой Максим Исповедник, наиболее выдающийся богослов позднего святоотеческого периода, сохранял и защищал веру в том виде, как она была получена от отцов

Относительно надлежащей древности (лат. competens antiquitas) среди патрологов существуют значительные разногласия по определению периода, до которого церковные писатели, удовлетворяющие другим требованиям, могут получить наименование «отца Церкви». Некоторые римско-католические патрологи считают Бернарда Клервоского (ум. 1153) «последним среди отцов» (лат. ultimus inter patres), хотя другие считают необходимым включить Бонавентуру и Фому Аквинского и закончить период отцов XIII веком. Некоторые из них не считают возможным допустить точное определение этого периода, так как пока существует Церковь, должны быть и будут мужи, которые по своему научному авторитету и заслугам могут быть поставлены в один ряд с отцами Церкви. Протестанты пределом святоотеческого времени полагают III (реформаты) или VI (лютеране) век.
Православные патрологи не разделяют стремлений к определению периода существования отцов Церкви. Архиепископ Филарет Черниговский пишет: «Если какой-либо [предел] может быть назначен, то только тот, которым окончится существование воинствующей Церкви Христовой; другого же предела не было и быть не может, Дух всегда обитает в Церкви, всегда просвещает умы и сердца верующих, всегда действует в избранных мужах, смотря по нуждам времени», из чего делает вывод, что люди с соответствующими качествами могут быть во все века. Соответственно, в православной Церкви титул святого отца прилагается к прославленным мужам независимо от времени их жизни.

### Признание Церковью
Признание Церковью (лат. approbatio ecclesiae) является самым существенным признаком. Известно, что на Третьем Вселенском соборе были прочитаны творения Петра, Афанасия, Феофила Александрийских, Аттика Константинопольского, Василия Великого, Григория Богослова, Григория Нисского, Амфилохия Иконийского, Киприана Карфагенского, Амвросия Медиоланского. На Четвёртом соборе ссылались ещё на Иоанна Златоуста, Кирилла Александрийского, Илария Пиктавийского и Августина Блаженного. На Пятом соборе эти отцы были торжественно объявлены в качестве церковных авторитетов и в силу этого впоследствии считались «признанными отцами».
На Латеранском соборе 649 года, на Шестом и Седьмом Вселенских соборах авторитетные свидетели веры называются «признанными отцами Церкви». Право признания обозначает, что только Церковь сама может определить, кто из церковных писателей сравнительно точно выражает её учение и осуществляет в своей жизни в возможной для человека степени нравственный идеал христианства. Признание выражается в различных формах: некоторых из отцов Вселенские соборы указывают как свидетелей истинной апостольской веры, основывая на их писаниях свои вероопределения; творения других назначены были для чтения в богослужебных собраниях; некоторых указывают как верных свидетелей учения другие писатели, почитаемые Церковью в качестве отцов.
Другой формой признания Церковью является церковное прославление памяти святых отцов, определяемое по церковному календарю. При этом необходимо принимать во внимание святцы всех поместных церквей, так как, например, в греко-восточных календарях нет Илария Пиктавийского, которого Пятый Вселенский собор ясно считает относящимся к святым отцам и память которого имеется в римском мартирологе.
Также способом признания являются канонизация и обычай читать уважаемые церковные писания на богослужении наравне с книгами Священного Писания — например, труды Климента Римского, Поликарпа Смирнского, Ефрема Сирина.

### Выдающаяся учёность
Среди Отцов Церкви Римско-католическая церковь дополнительно выделяет особую категорию церковных писателей, которым даёт ещё более почётный титул «учитель Церкви по преимуществу» (лат. doctor ecclesiae per eminentiam). В дополнение к названным четырём признакам у них должен быть пятый, выдающаяся учёность (лат. eruditio eminens) и заслуги перед церковной наукой, которые они проявили в своих произведениях и в борьбе за церковное учение.
Этот высший почётный титул первоначально был присвоен декларацией папы Бонифация VIII в 1298 году четверым знаменитейшим западным церковным писателям: Григорию Великому, Августину, Амвросию и Иерониму. В этой декларации Григорий был отмечен как Папа, Августин и Амвросий как «почтенные предстоятели» (лат. venerandi antistities), Иероним как «наделённый честью священства» (лат. sacredotii praeditus titulo), все же вместе как «выдающиеся исповедники» (лат. eximii confessores). Позднее в них стали видеть представителей высших иерархических степеней: епископ — Августин, архиепископ — Амвросий, кардинал — Иероним и папа — Григорий. Потом к четырём западным присоединили четверых восточных Отцов: Афанасия Великого, Василия Великого, Григория Богослова и Иоанна Златоуста. С течением времени число Отцов Церкви увеличилось до 35 присоединением Илария Пиктавийского, Франциска Сальского, Петра Хрисолога. 15 октября 1754 года папа Бенедикт XIV буллой «Militantis Ecclesiae» провозгласил учителем Церкви святого Льва I. Далее Католическая церковь включила в этот список Исидора Севильского, Кирилла Иерусалимского, Кирилла Александрийского (в 1883 году), Иоанна Дамаскина (в 1890 году) вплоть до получившей этот титул в 1997 году Терезы из Лизьё и Хильдегарды Бингенской и Иоанна Авильского в 2012 году.
Кроме того, в католической церкви титул doctor ecclesiae относят к тем западным представителям церковной науки, которые обладают всеми признаками Отца Церкви, кроме competens antiquitas. Таковы, например, Беда Достопочтенный, Пётр Дамиани, Ансельм Кентерберийский, Бернард Клервоский, Фома Аквинский, Бонавентура, Альфонс Лигурийский. В этом достоинстве они должны быть провозглашены официальным актом со стороны Церкви (лат. approbatio expressa, ясно выраженное признание) или же ясно цитированы с этим именем в папских буллах.
В Православной церкви и у православных патрологов наименование учителя Церкви не имеет устойчивого и строго определённого значения. Иногда оно прилагается как особенно почётный титул («великий вселенский учитель») к знаменитейшим из Отцов Церкви, которых Греческая церковь знает только троих: Василий Великий, Григорий Богослов и Иоанн Златоуст; чаще всего оно употребляется по отношению к тем выдающимся церковным писателям, которые не удостоены Церковью звания Отцов Церкви, но известны своими высокими качествами, исключительной образованностью, подвижнической жизнью и пользуются уважением в Церкви, хотя и не в числе святых.

## Авторитет отцов Церкви

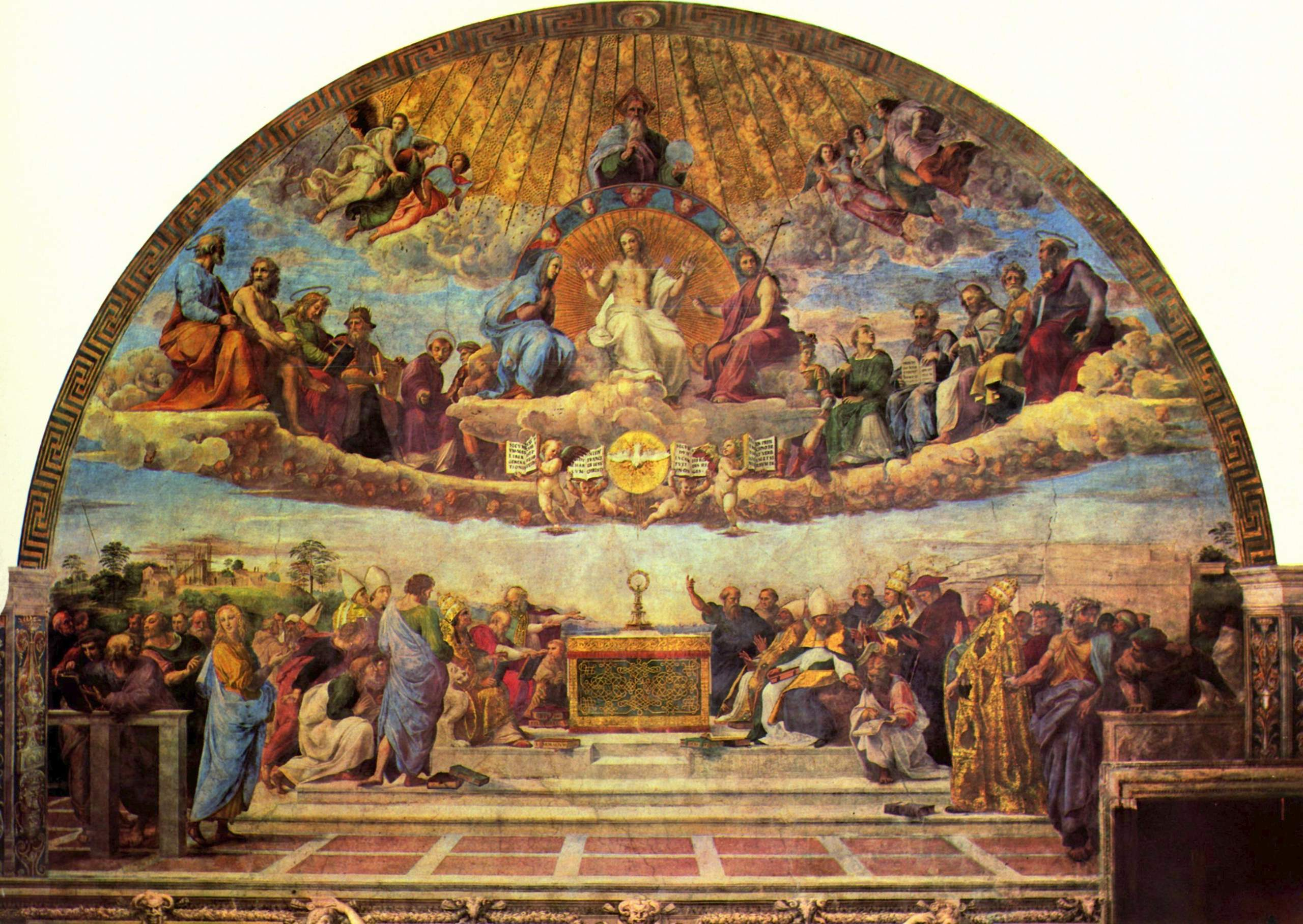
Диспуты отцов Церкви неоднократно становились темой произведений живописи. На фреске Рафаэля «Диспута» отцы Церкви соседствуют с Троицей и языческими богами

В отличие от признаков, по которым определяют отцов Церкви, в определении того, какой принадлежит им авторитет, какое имеют значение их творения и изложенное в них учение, наблюдается гораздо меньше ясности. Известно, что с древнейших времён существования христианства они пользовались высоким уважением, о чём свидетельствуют прилагаемые к ним эпитеты — «звёзды многоцветные», «церковные кормила», «непоколебимые столпы», «органы благодати» и т. п. Составленное в 1723 году «Послание о вере восточных патриархов» представляет отцов Церкви орудиями Святого Духа. Это особенное уважение основывается на их свойствах, в силу которых Церковь удостоила их звания отцов Церкви.
Христианская традиция, основываясь на собственных высказываниях отцов, не даёт их суждениям безусловного приоритета перед личным мнением верующего. Их учение в большинстве случаев не ставится Церковью в один ряд с писаниями пророков и апостолов, их труды рассматриваются как человеческие произведения, а суждения отдельных отцов Церкви рассматриваются как частные мнения высокоавторитетных богословов. Критерий истинности учения отцов Церкви сформулировал Афанасий Великий: «Вот подлинное учение и вот признак истинных учителей, как передали отцы: согласно между собой исповедовать одно и то же и не входить в споры ни друг с другом, ни со своими отцами…». При этом согласие отцов, чтобы быть обязательным для христиан, должно касаться пунктов учения, которые имеют, по признанию самих отцов, характер Откровения. По прочим вопросам, даже относящимся к богословским наукам, их суждения не считаются обязательными.
Также авторитет отцов Церкви не всегда распространяется на все их сочинения. В этом отношении особым преимуществом пользуются только учителя церкви. За ними следуют корифеи в борьбе против ересей, др.-греч. Πατέρες ἔγκριτοι, одобренные на Пятом Вселенском соборе, причём только в той части, которая относится к рассматриваемому догмату. Во всём объёме принимаются лишь те их произведения, которые целиком торжественно были приняты на Вселенских соборах. Важны сочинения, рассмотренные и одобренные на поместных соборах, и те, которые были представлены и одобрены многочисленными слушателями (например, проповеди). Не имеют догматического авторитета сочинения, написанные в состоянии оглашения (как панегирик Григория Чудотворца Оригену) или в споре с защитниками православия (например, Феодорит Кирский против Кирилла Александрийского).
Если на Востоке безусловное почтение к отцам Церкви является постоянной характеристикой религиозной мысли, то в протестантизме отцы Церкви не имеют особенного авторитета и рассматриваются как исторические свидетели древнецерковной веры, ценные своей эрудицией и древностью. Возражения против их догматического авторитета основываются на их потенциальной возможности согрешить и редкой достижимости согласия (лат. consensus patrum). Действительно, в истории были ситуации, как, например, в Византии во время иконоборческого конфликта, когда обе конфликтующие стороны основывали свои позиции на авторитете отцов.
Сложной богословской проблемой является анализ ситуаций, когда творения отцов Церкви противоречат друг другу или Священному Писанию. Для того, чтобы дать этим различиям количественную оценку, в начале XII века Пьер Абеляр составил объёмную хрестоматию Sic et Non, в которой также дал методологию устранения возникающих противоречий. Необходимо было установить — либо неверно определён автор произведения, либо был искажён его текст. В случае, если авторство текста и его состояние не вызывает сомнений, Абеляр предлагал обратить внимание, не содержится ли в рассматриваемом произведении или других произведениях автора разъяснения или отмены спорного тезиса. Так, в конце жизни блаженный Августин посвятил специальное произведение «Retractations» последовательной ревизии и объяснению своих предшествующих произведений. В конечном счёте, по мнению Абеляра, истины можно достичь только с помощью Священного Писания и диалектики.

## Изучение

### Науки о церковных писателях

#### Донаучный период
Началом исторического изучения отцов Церкви и древнецерковных писателей считаются произведения Евсевия Кесарийского, который в своих «Церковной истории» и «Хронике» сохранил ценные сведения о жизни и произведениях христианских писателей, дополнив их критическими замечаниями и извлечениями из текстов. Хотя это и не была история древнехристианской письменности, однако этим была заложена основа для дальнейших исследований. Первым кто специально исследовал эту тему был Иероним Стридонский, который в 392 году составил небольшое произведение «De viris illustribus», в котором дал краткие сведения о 135 писателях, в список которых включил также еретиков, иудеев и язычника Сенеку, в связи с его апокрифической перепиской с апостолом Павлом. Хотя произведение Иеронима содержало грубые ошибки, оно более тысячи лет служило образцом для подобных работ, которые появлялись под тем же или подобными названиями, — Геннадия Массилийского (V век), Исидора Севильского (VII век) и т. д.
Научное изучение патристической письменности началось с XVI века как следствие реформационного движения в католицизме. Также изучению церковных писателей способствовали гуманисты с их интересом к древности, собиранию рукописей и греческому языку. Патристические произведения находили и издавали, сначала латинские, потом греческие — сначала в латинском переводе, потом в оригинале. В этой области прославились учёные Эразм Роттердамский и Эколампадий, типографы Анри и Роберт Этьенны.
Утверждение деятелей Реформации о постепенном и всё ещё продолжающемся искажении в римском католицизме первоначального христианства дало толчок к возникновению исторической критики, которой была поставлена задача восстановить истинный образ церковных деятелей прошлого и определить подлинный объём их литературного наследия. С другой стороны, католические богословы также стремились к освежению догматики. Наряду со схоластической теологией (лат. theologia scholastica) возникла позитивная теология (лат. theologia positiva) — особый вид догматики, который впоследствии получил название патристической теологии (лат. theologia patristica) и который ставил своей задачей извлечение веры непосредственно из высказываний древнецерковных отцов и соборных определений.

#### В новое время

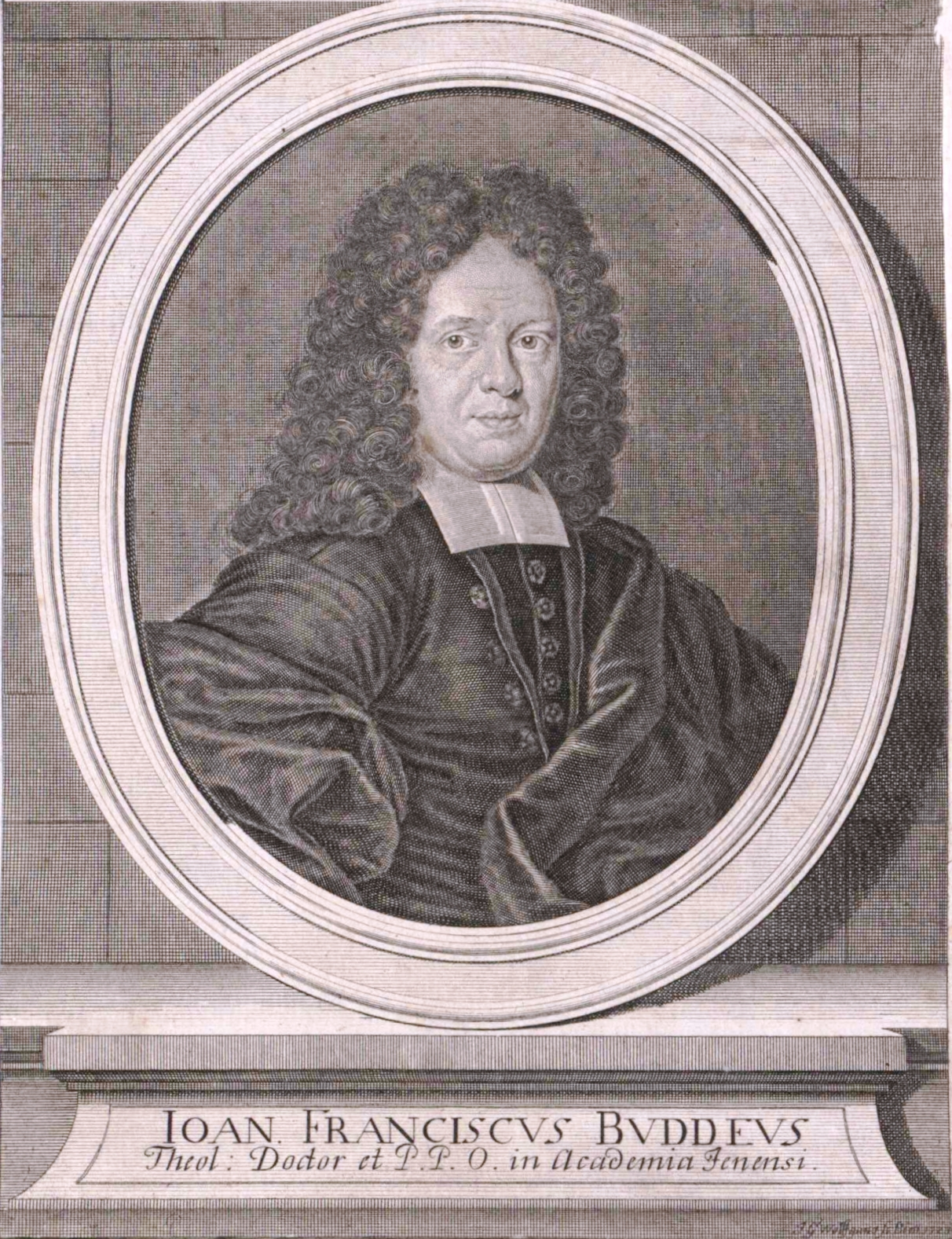
Задачи патристической теологии в конце XVII века сформулировал Буддеус: «посредством патристического богословия мы постигаем совокупность священных догматов и образа мысли и мнений отцов для того, чтобы узнать, каким образом истина христианской религии всегда сохранялась и распространялась»

Обладающая неограниченными средствами, располагающая богатейшими библиотеками монастырей и капитулов, подготовленными научными кадрами, Католическая церковь первая создала цельные курсы по истории древнецерковной литературы. Книга кардинала Р. Беллармина Liber de scriptoribus ecclesiasticis от библейских писателей до 1500 года, дополненная иезуитом Ф. Лаббе (1660), является только продолжением работ древних номенклаторов. Однако Nouvelle bibliothèque des auteurs ecclésiastiques сорбоннского профессора Л. Дюпена, вышедший в 47 томах в Париже в 1686—1711 годах, является первым опытом истории церковной литературы, в котором применена литературная критика. Произведение вызвало противодействие в церковных кругах и было запрещено. С церковных позиций христианские писатели были описаны бенедиктинцами Р. Сейе (23 тома, 1729—1763) и Д. Лё Нурри (1703—1715), янсенистом Л. Тиллемоном (16 томов, 1693—1712).
Протестанты, несмотря на отрицательное отношение к авторитету отеческих творений, учитывая значение, которое придавала этим исследования католическая церковь, также включились в историко-критическое изучение патристической письменности. В своих исследованиях они искали не только оружие для идеологической борьбы, но и доказательства древности и непрерывности предания своего учения в послеапостольской Церкви. Так возникла дисциплина, которая первоначально называлась патристической теологией (лат. theologia patristica), которая в дополнение к занимающейся сбором библейских доказательств библейской теологии (лат. theologica biblica) искала патристические доказательства отдельных догм, последовательность которых в догматических системах имела определяющее значение как для библейского богословия, так и для «патристики». Такое понимание «патристики», заимствованное и католиками, господствовало до середины XVIII века, причём католическими богословами к догматическим изречениям отцов Церкви присоединены были изречения, относящиеся к морали и церковной дисциплине.
Предмет исследований наук об отцах Церкви с течением времени менялся. До второй половины XVIII века историки церковной литературы преимущественно создавали обзоры истории христианско-богословской литературы до времени автора, в которых, в силу того, что в обзор включались и писания Ветхого и Нового заветов, отцы Церкви занимали скромное место. Однако постепенно, кроме историко-догматических, внимание исследователей стали привлекать вопросы исторического характера — получение точных сведений о жизни и сочинениях церковных писателей, в особенности тех, на которых ссылалась Церковь в подтверждение своего догматического учения. В XVII веке появилось разделение изучения догматико-исторических сведений и биографическо-литературно-исторических, и патрология как историческая дисциплина чётко отличалась от патристики как дисциплины систематической. Термин «патрология» был впервые употреблён И. Герхардом, чей труд «Патрология, или произведение о жизни и трудах учителей древнехристианской Церкви» (лат. Patrologia sive de primitivae ecclesiae Christianae doctorum vita ac lucubrationius) вышел в 1653 году.

#### В новейшее время
С конца XVIII века сложившееся разделение наук о церковных писателях изменилось. В это время в протестантской богословской литературе патристика в указанном выше смысле прекращает своё существование и весь свой материал передаёт новой дисциплине, получившей название «истории догматов», которая должна была исследовать и описать исторический ход раскрытия учения веры от периода апостолов. Биографический и библиографический аппарат патрологии некоторое время ещё использовался, но в XIX веке также исчез из протестантской богословской литературы. Последовавшая дискуссия привела к выводу, что на её месте должна быть дисциплина «история древнехристианской литературы», задача которой состоит в изучении всей литературы христианской древности, оценив её с историко-литературной точки зрения, устранив из рассмотрения вопрос о её богословском и церковном значении. Патристика в прежнем смысле была признана вообще невозможной в силу того, что разногласия между отцами гораздо более многочисленные, чем случаи их согласия, в связи с чем научным образом получить гармоническое «богословие отцов» невозможно.
Иначе дело обстояло в римско-католическом богословии, в котором во второй половине XVIII века сформировалась дисциплина, соединившая в себе составные части прежней патристики и патрологии, прибавив третий элемент — руководство к правильному пользованию святоотеческими творениями и наставление о цели их изучения. Новая наука также была названа патрологией, и в этом широком смысле наименование сохранялось в XIX веке. Начиная со второй половины XIX века некоторые римско-католические патрологи стали вводить двойное наименование курсов: «патрология и патристика» (Й. Ниршль и др.). После этого со стороны католического богословия также появились возражения против патристики и склонность замены названия патрологии протестантским «история древнецерковной литературы» (нем. altkirchliche Literaturgeschichte). Существенное влияние на развитие патрологии XX века оказали курсы О. Барденхевера и А. Гарнака.
Первым русским патрологическим курсом было появившееся в 1859 году сочинение архиепископа Филарета (Гумилевского) «Историческое учение об отцах Церкви». В нём автор, помимо традиционного для западных исследователей материала, включил в число рассматриваемых писателей и славянских просветителей Кирилла и Мефодия, русских святителей Илариона Киевского и Кирилла Туровского. Среди многочисленных изданных в Российской империи курсов и пособий наиболее полны лекции Н. И. Сагарды и С. Л. Епифановича. После Революции в эмиграции свои курсы по патрологии составили Л. П. Карсавин, Г. В. Флоровский, архимандрит Киприан (Керн), протоиерей И. Ф. Мейендорф.
В современной России свои курсы патрологии опубликовали А. И. Сидоров (1996) и А. А. Столяров (2001).

### Издание трудов

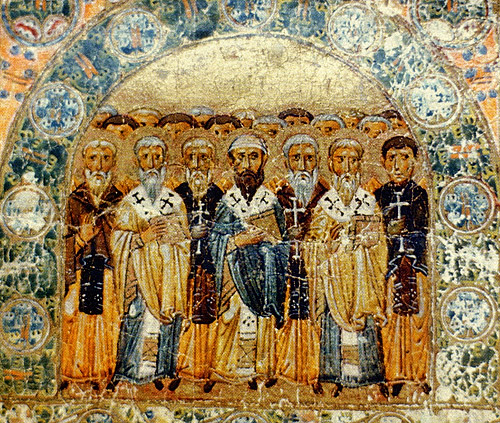
Фрагмент миниатюры «Отцы церкви» из Изборника Святослава. Манускрипт, написанный для князя Святослава, включает, помимо прочего, «Вопросы и ответы» преподобного Анастасия Синаита и комментарии святых Отцов на Новый Завет

Работы по подготовке изданий трудов отцов Церкви начались с изобретением книгопечатания. В конце XV века Й. Хейнлен первый высказал идею издания творений четырёх латинских «великих учителей Церкви», а И. Амербах частично осуществил эту идею, выпустив в свет сочинения Амвросия Медиоланского и ряд творений блаж. Августина (1492 и 1506 годы).
В целом древнейшие издания представляют собой преимущественно тщательную перепечатку отдельных рукописей, некоторые из которых впоследствии были утрачены. Следующей стадией стали труды учёных-филологов и типографов — отца и сына Этьеннов в Париже, отца и сына Фробенов в Базеле и их последователей. Большое количество ставших классическими изданий подготовили члены основанной в 1618 году конгрегации Мавра. Другие монашеские ордена также внесли свой вклад в этот процесс.
По мере роста количества доступных для публикации патристических произведений стали появляться их сборники, сгруппированные по различным признакам — времени происхождения, языку, богословским дисциплинам. Первые такие сборники, включавшие преимущественно ранее не издававшиеся произведения, не обладали высокими научными достоинствами. Первое многотомное собрание подготовил М. де Ла Бинь (9 томов, 1575—1579), за которым последовали сборники Андреа Галланди (1765—1781, 14 томов), несколько многотомных сборников кардинала Анджело Мая (XIX век).
Самым полным из всех собраний древнецерковной литературы, практически полностью включающим в себя все предшествующие издания, является «Патрология» аббата Миня (ум. 1875). Его латинская серия состоит из 221 тома, а греческая — из 162. Минь не был учёным издателем и научных целей не преследовал. Он не ставил своей целью издавать неизданных авторов или произвести критический анализ текста, беря за основу лучшие из существовавших изданий.
Начиная с XVIII века и деятельности Ассемани, на Западе стали издаваться памятники на сирийском языке. Мхитаристы в Венеции собирали и издавали памятники армянской церковной письменности. С 1903 года в Париже выходит серия Patrologia Orientalis.
Попыткой заменить издание Миня стала публикация «Венского корпуса». В этой серии, начавшей выходить с 1866 года, к настоящему времени вышло 99 томов. Проект по изданию греческих писателей («Берлинский корпус») первых трёх веков предприняла Берлинская академия наук (с 1897 года). С 1950-х годов бельгийское издательство Brepols совместно с бенедиктинцами аббатства Штеенбругге издают Corpus Christianorum. Из 250 запланированных томов вышло уже более 180. Они также издают серию средневековых («Continuatio Mediaevalis») и греческих авторов. Помимо названных, в настоящее время существует или уже завершено большое количество других многотомных издательских проектов.

## Комментарии
1. ↑  Термин (лат. ecclesiae scriptores, scriptores ecclesiastici) введён Иеронимом[3].
2. ↑  С добавлением competens antiquitas.
3. ↑  Его продолжателями она была расширена до 27 томов (Maxima Bibliotheca Veterum Patrum).

### Исследования
на английском языке
- Bardenhewer O. Patrology. — 1908. — 680 p.
- Narcisse G., Threepwood G. Doctor of the Church // Encyclopedia of Christian Theology. — Routledge, 2004. — P. 445—446. — ISBN 1-57958-332-6.
- Pelikan J. The Christian Tradition. — Chicago and London: University of Chicago Press, 1974. — 329 p. — ISBN 0-226-65372-2.
- Pelikan J. The Christian Tradition. — Chicago and London: University of Chicago Press, 1978. — 333 p. — ISBN 0-226-65374-9.
- Quasten J. Patrologie. — Westminster, Maryland: Christian classics, Inc, 1986. — 349 p. — ISBN 0-87061-084-8.

на немецком языке
- Bardenhewer O. Geschichte der altkirchlichen Litteratur. — Freiburg im Breisgau, 1902. — 592 p.
- Filser H. Dogma, Dogmen, Dogmatik: eine Untersuchung zur Begründung und zur Entstehungsgeschichte einer theologischen Disziplin von der Reformation bis zur Spätaufklärung. — Münster: LIT Verlag, 2001. — 842 p. — ISBN 3-8258-5221-0.
- Nitzsch, F. Geschichtliches und Methodologisches zur Patristik // Dillmann, August Jahrbücher für deutsche Theologie. — 1865. — № 10. — С. 37—63.

на русском языке
- Глубоковский Н. Н. Русская богословская наука в её историческом развитии и новейшем состоянии. — Варшава, 1928.
- Епифанович С. Л. Лекции по патрологии. — Воскресеніе, 2010. — 607 с. — ISBN 5-88335-064-X.
- Сагарда Н. И. Лекции по патрологии I—IV века. — М.: Издательский совет РПЦ, 2004. — 796 с. — ISBN 5-94625-092-2.
  - Дунаев А. Г. Лекции Н. И. Сагарды и патрология XX века. — 2004. — С. XXXVII-XLIV.
- Сидоров А. И. Курс патрологии. — М.: Русские огни, 1996.
- Филарет, архиепископ Черниговский. Историческое учение об отцах Церкви. — СПб., 1859. — Т. 1.
- Шафф Ф. История христианской Церкви. — 2-е. — СПб.: Библия для всех, 2010. — Т. II. — 589 с. — 999 экз.